# Ropica rufonotata
Ropica rufonotata är en skalbaggsart som beskrevs av Maurice Pic 1926. Ropica rufonotata ingår i släktet Ropica och familjen långhorningar. Inga underarter finns listade i Catalogue of Life.